# Дігтярівська ікона
Ікона Божої Матері Дігтярівська (Богоматір Дігтярівська) — ікона Богородиці, шанована чудотворною на Чернігівщині, в Києві та Україні. Ікона вважається заступницею від ворожих сил, бозбавляє від життєвих скорбот, а також особливою покровителькою землеробів.
Ікона місцевошанована, її святкування офіційно не встановлено і відбувається 23 липня.
Ікона відноситься до іконографічного типу єлеуса, замилування. Зображена на іконі Божа Матір тримає на лівій руці немовля, погляд Марії задумливий, а погляд Ісуса спрямований на віруючих.

## Історія
Ікона з'явилася в селі Дігтярівка, але точний час виготовлення ікони невідомий, проте вона була знайдена до 1700 року, бо перед початком Північної війни 1700—1721 років, віруючі побачили, що ікона плаче: на лику Богородиці були сльози; у ході війни Мазепа змінив сторони союзників, чим приніс неминучі проблеми для українців, і в результаті чого був знищенний Батурин з його жителями московським військом.
У 1708 році ікона була поміщена в тільки-що побудовану в Дігтярівці Церкву Покрови Пресвятої Богородиці і одягнена в срібні з позолотою ризи. Церква була побудована на кошти гетьмана України Івана Степановича Мазепи, на його замовлення були виготовлені і шати. Відомо, що гетьман молився в цій церкві перед чудотворною іконою, до того поки він був змушений покинути Україну, тобто до 7 жовтня 1708 року.
Дігтярівська церква підпорядковувалася Спасо-Преображенському монастирю, розташованому в 16-ти кілометрах в місті Новгород-Сіверський, і монахи перенесли ікону в монастир, проте Богородиця, мабуть не бажаючи цього, чудесним чином повернула ікону в Церкву Покрови Пресвятої Богородиці села Дігтярівка.
До революції 1917 року, ікона перебувала в Покровській церкві села Дігтярівка, Чернігівської області, на річці Десна в 16-ти кілометрах від міста Новгород-Сіверського. За радянських часів церква була частково зруйнована, купола були знесені, а ікона втрачена.

## Шати ікони

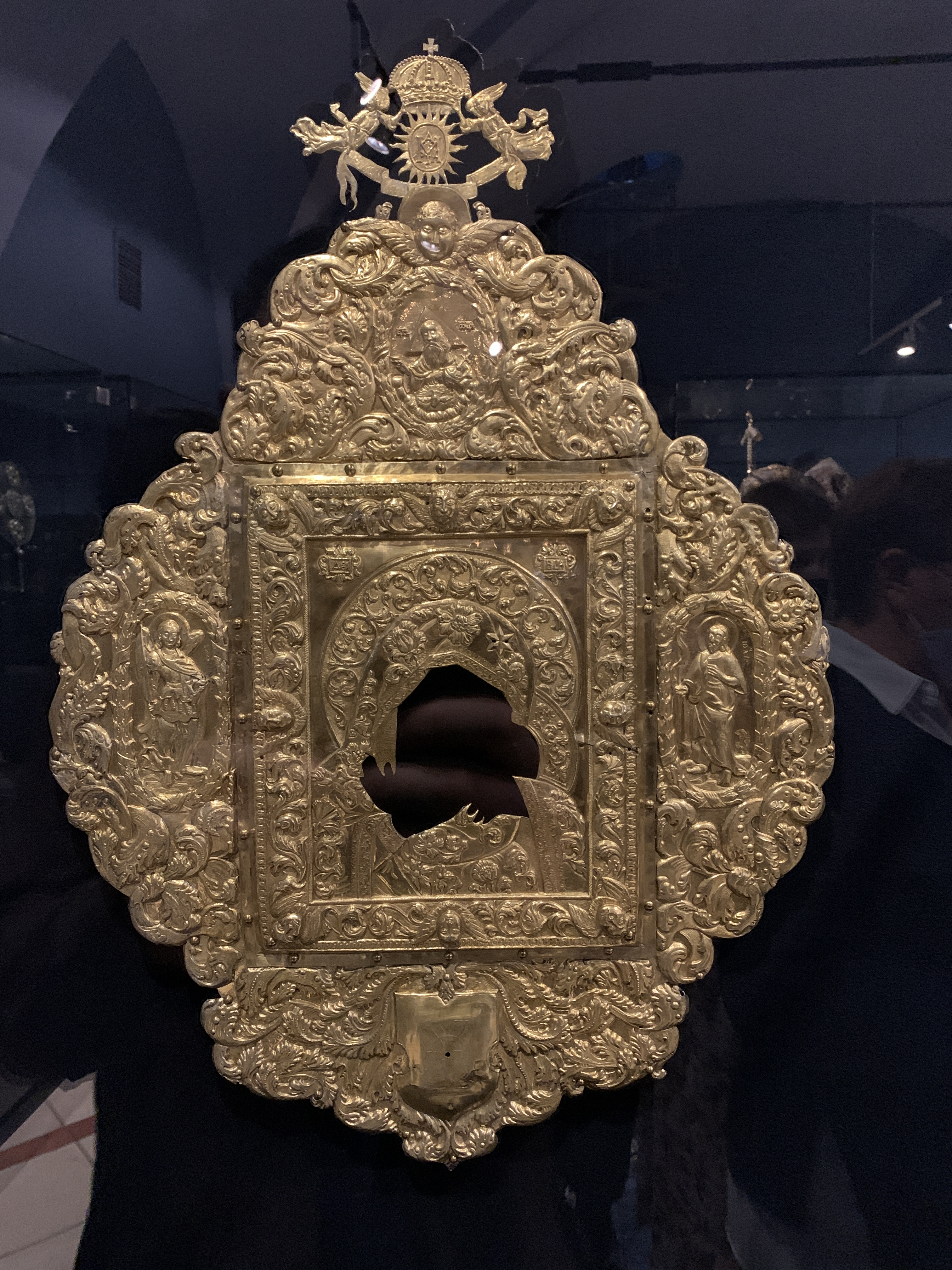

Збереглася риза ікони, виготовлена на замовлення гетьмана України Івана Мазепи (очевидно до 1708 року, адже 7 листопада 1708 Мазепа вимушено покинув Україну, а в 1709 році помер). Шати виготовлені зі срібла з позолотою, у центрі — отвір для ликів Богородиці і немовля, зверху, в трикутнику, зображений Бог Отець, поля прикрашені ликами херувимів і рослинним орнаментом, на лівому полі, в овалі, зображення Івана Хрестителя, на правому полі, в овалі, зображення архангела Михаїла, внизу, в фігурному щиті, герб гетьмана Івана Мазепи. Риза виставлялася в музеї церковної старовини Чернігівського колегіуму, який нині відноситься до Національного архітектурно-історичному заповіднику «Чернігів стародавній». В даний час срібні шати експонуються в Скарбниці Національного музею історії України, розташованої на території Національного Києво-Печерського історико-культурного заповідника.

## Списки
Найдавніший зі збережених списків ікони датується 1794 роком, список зберігається в  Національному архітектурно-історичному заповіднику «Чернігів стародавній».
Відомий купець і меценат Михайло Дегтярьов, був родом з села Дігтярівка (про що свідчить його прізвище). З ініціативи та на кошти мецената в 1893–95 роках був побудований Київський храм в ім'я Святителя Михаїла митрополита київського, храм був зруйнований радянською владою в 1931 році, а в 2000–2002 роках храм був відновлений. У храмі зберігався список ікони, який належав самому меценату, але в листопаді 2008 року цей список був викрадений.

## Схожі ікони
Ікона Богородиці «Рятівниця потопаючих» (вона ж Леньківська або Новгород-Сіверська, святкування: 20 грудня/2 січня) практично збігається за прописом з Дігтярівською, хіба тільки очі Богонемовля на іконі спрямовані на Богоматір. Оскільки Леньківський образ древніший Дігтярівського, можна припустити, що Дігтярівська ікона писалася з Леньківської, або ж обидві ікони писалися з більш давнього прототипу, тим більше, що село Леньків знаходиться в 7 кілометрах на північ від міста Новгород-Сіверський, а село Дігтярівка в 16 кілометрах в південно-західному напрямку від того ж міста, обидва села знаходяться на річці Десна в радіусі 25-30 кілометрів і обидві ікони були знайдені в цьому районі.
Касперівська ікона Божої Матері (святкування: 29 червня/12 липня в Петро-Павлів день, 1 жовтня/14 жовтня в день покриву Пресвятої Богородиці і в середу Світлої седмиці) також найбільш схожа з Дігтярівською. Погляд Богонемовля на Касперівській, подібно Леньківській іконі — спрямований на Богородицю, крім того, Богонемовля в правій руці тримає список, а лівий мізинець Богородиці зігнутий. Оскільки Касперівська ікона належала Юліанії Іоновій-Касперівській, власниці села Новоіванівка, що знаходиться на правому березі Дніпра, а річка Десна — найбільша притока Дніпра, то можна припустити, що і Касперівська ікона писалася з того ж прототипу (або ж з Леньківської, як з найдавнішої).